# Limnocentropus bifidus
Limnocentropus bifidus är en nattsländeart som beskrevs av Douglas E. Kimmins 1950. Limnocentropus bifidus ingår i släktet Limnocentropus och familjen Limnocentropodidae. Inga underarter finns listade i Catalogue of Life.